# Преотеаса (Салаж)
Преотеаса (рум. Preoteasa) насеље је у Румунији у округу Салаж у општини Валкау Де Жос. Oпштина се налази на надморској висини од 361 m.

## Становништво
Према подацима из 2002. године у насељу је живело 698 становника, од којих су сви румунске националности.